# Gilles Demarteau
Pour les articles homonymes, voir Demarteau.
Gilles Demarteau, né à Liège le 19 janvier 1722 et mort à Paris le 31 juillet 1776, est un graveur wallon, liégeois.

## Biographie
Né au faubourg d'Avroy d'une famille d'armuriers, Gilles Demarteau rejoint vers 1748-1750 son frère orfèvre à Paris où il se lie à Jean-Honoré Fragonard, Charles André van Loo et surtout François Boucher dont il fut l'ami.
Créateur d'un procédé amélioré de gravure polychrome à la manière de crayon emprunté à Jean-Charles François pour lequel il travaillait, son nouveau procédé fut disputé par Louis-Marin Bonnet, André Basset dit « le jeune » et encore Jacques Gautier d'Agoty, mais sa maîtrise de la technique et une lettre du chevalier Jacques de Heusy (1719-1796) lui feront justice.
Il est agréé par l'Académie et montre neuf gravures au Salon de 1767, puis est présent en 1768, 1773 et 1775 à ce même salon. Devenu membre le 2 septembre 1769 de l'Académie, il est pourvu d'une pension de 600 livres et logé au palais du Louvre en qualité de graveur du roi.
Il grave de nombreux portraits d'après François Boucher, Jean-Baptiste Huet, Jean-Martial Frédou ou encore Jean-Baptiste Greuze, ainsi que des motifs floraux d'après Louis Tessier.
Son neveu, Gilles Antoine Demarteau dit le Jeune (1756-1802), graveur, reprend son atelier et son échoppe ; à sa mort, l'ensemble des dessins que possédait son oncle est vendu aux enchères.

## Collections
Le musée Wittert à Liège conserve un ensemble important d’estampes de Gilles Demarteau.

Quelques œuvres
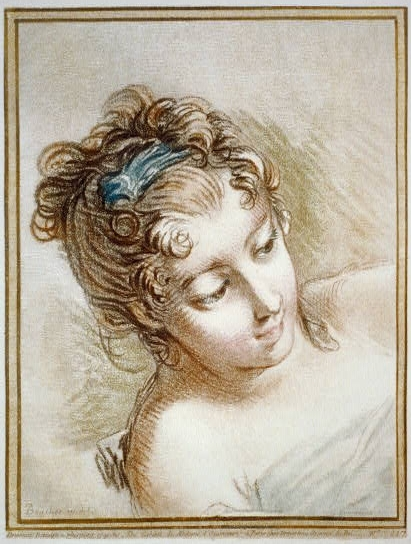
Tête de femme (entre 1750 et 1770), d'après François Boucher, gravure à la manière de crayon.
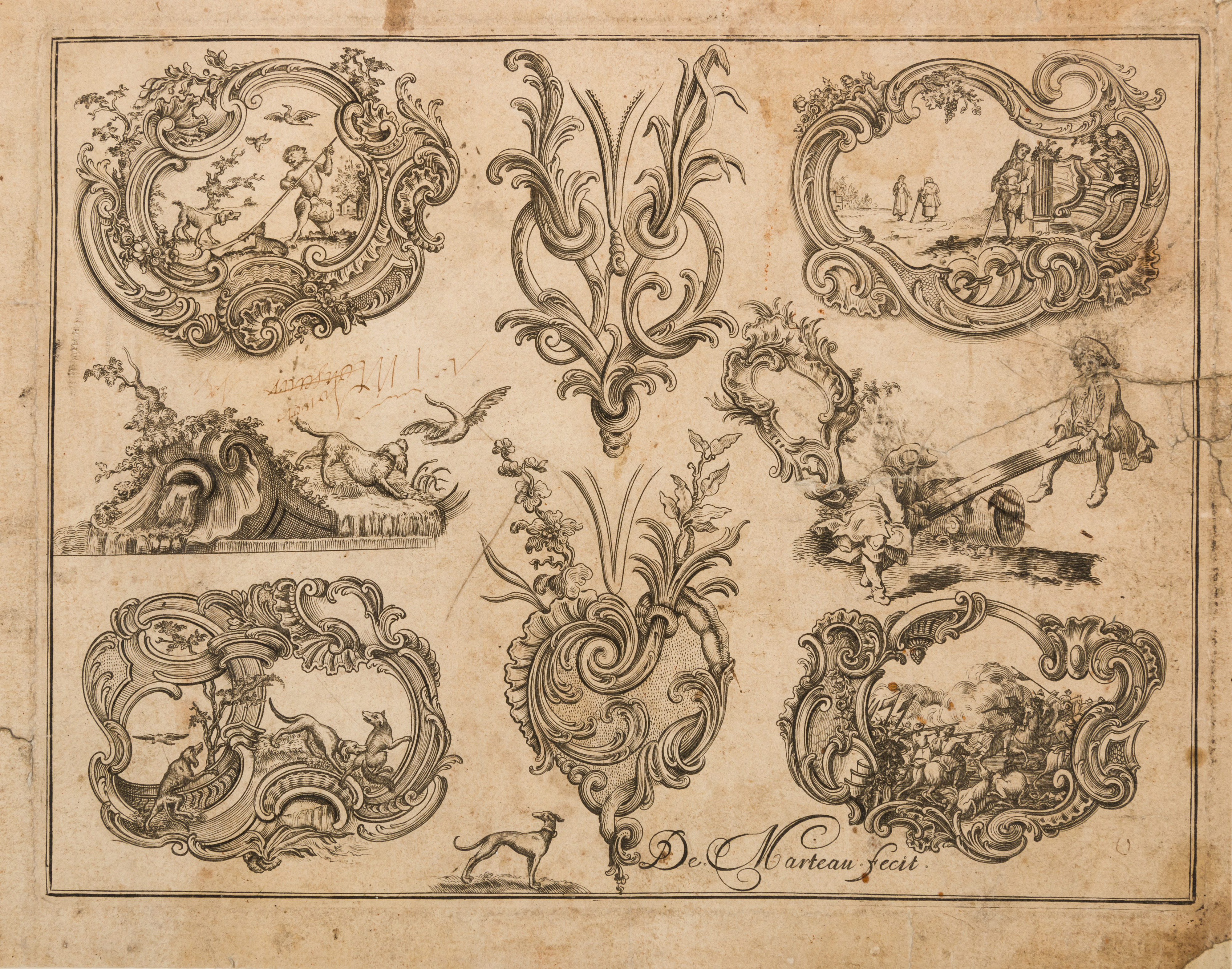
Nouveaux dessins d'arquebuseries, Planche 11 (vers 1749), gravure.
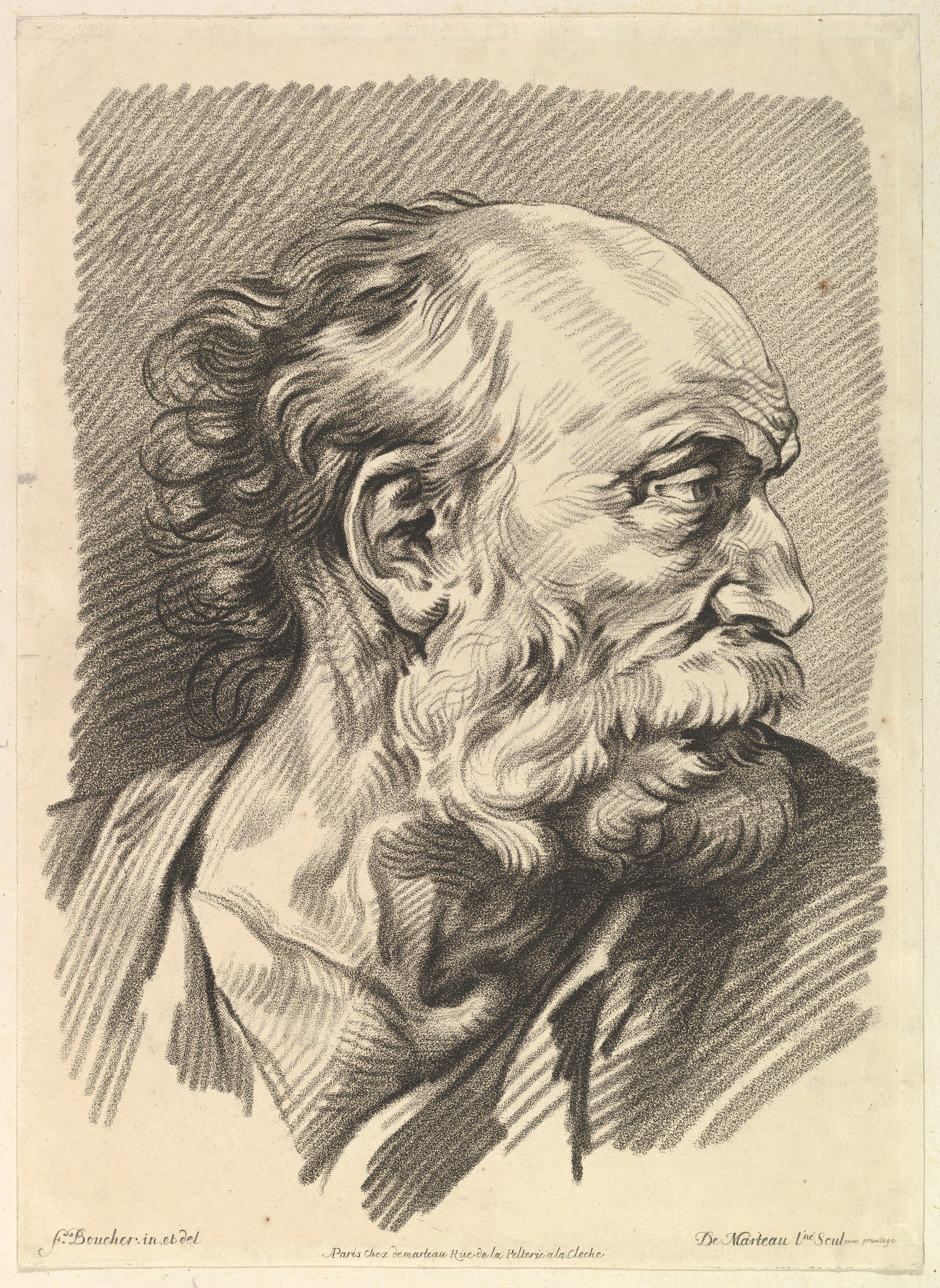
Tête d'homme, d'après François Boucher, gravure à la manière de crayon.
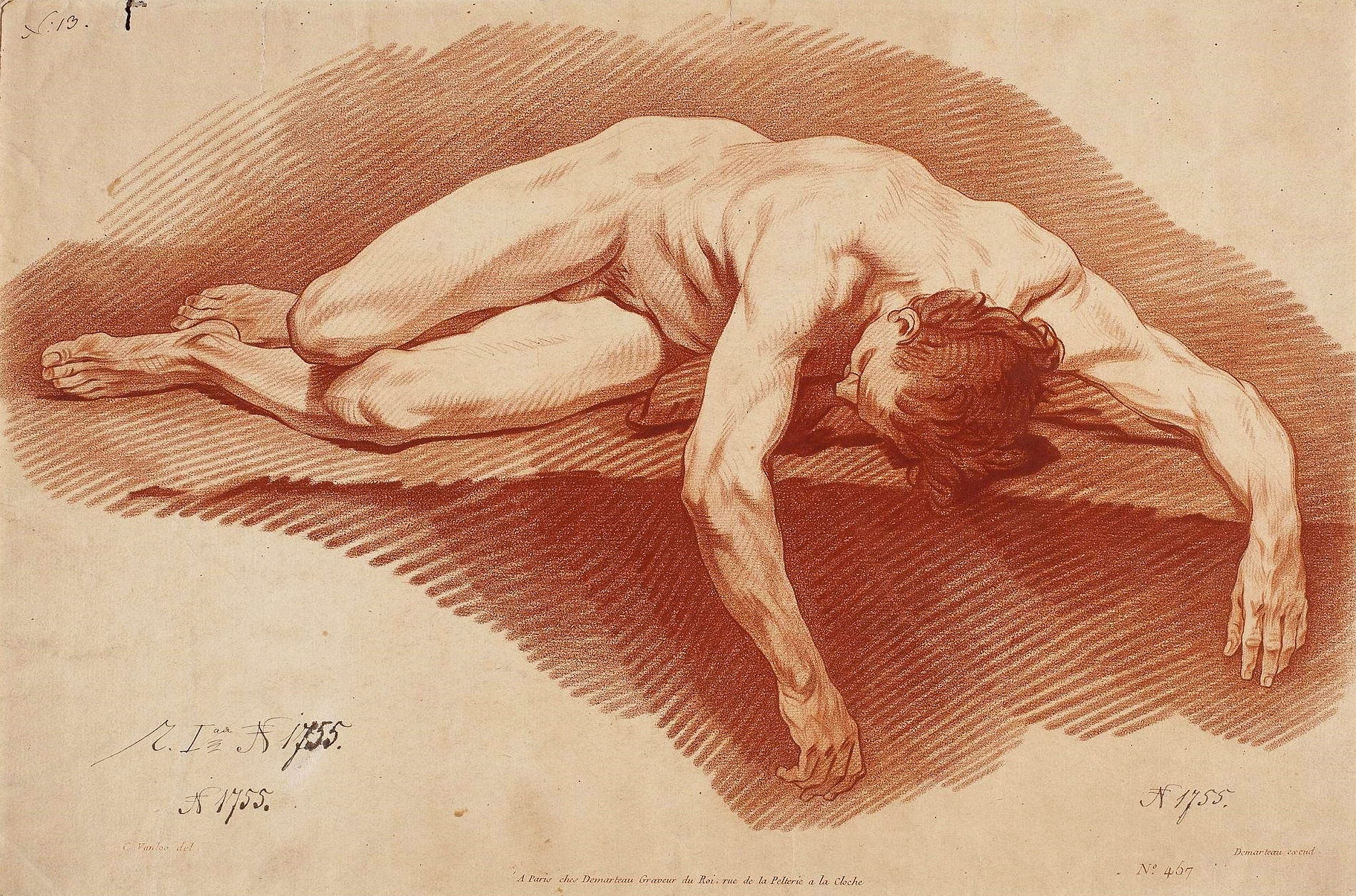
Étude d'homme allongé, d'après van Loo, gravure à la manière de crayon.

## Hommage

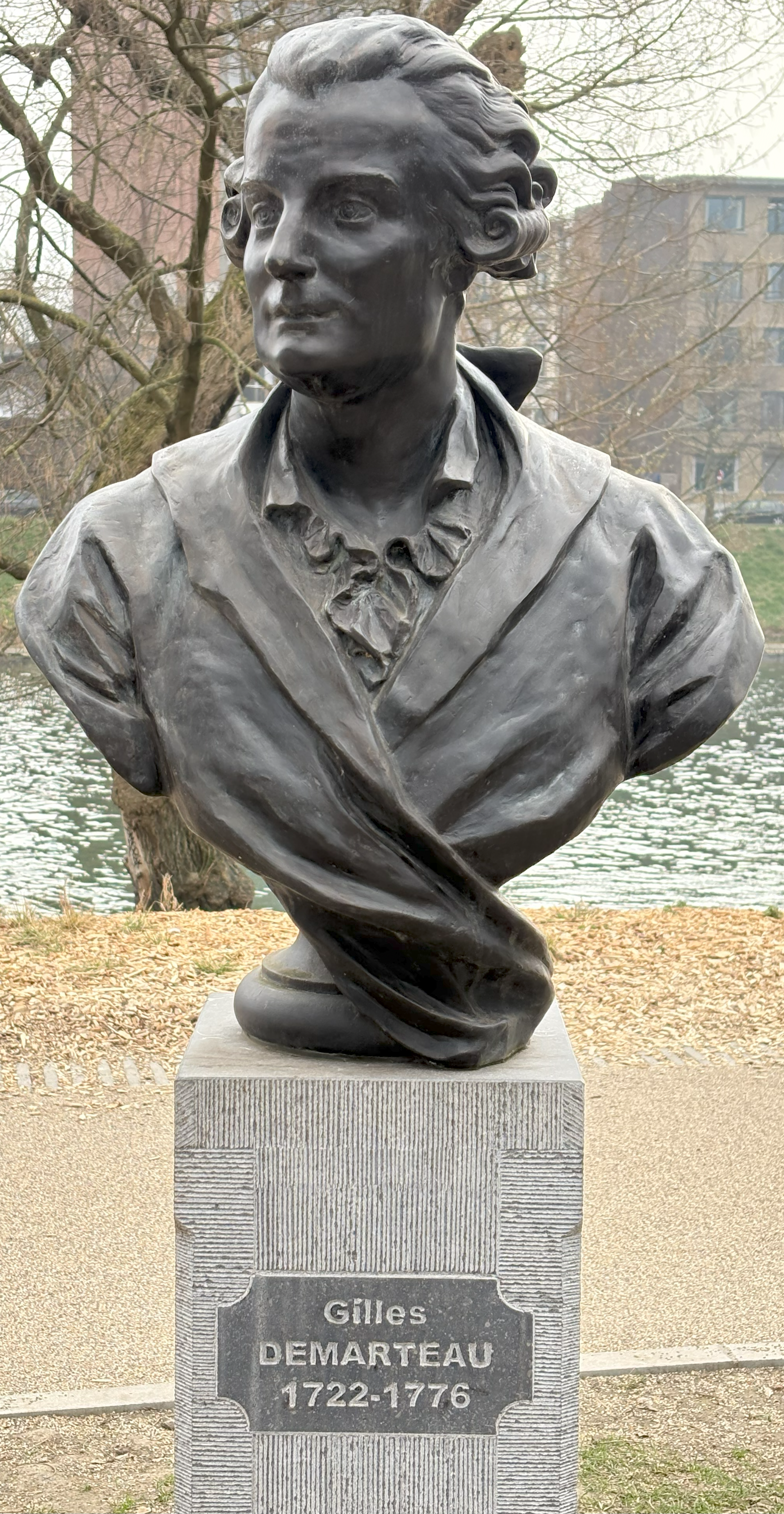
Monument Gilles Demarteau, par le sculpteur Berthe Centner, dans la roseraie du parc de la Boverie, à Liège.

Son buste sculpté par Berthe Centner (1896-1950) est inauguré à Liège au parc de la Boverie le 28 juillet 1923.